# Grób galeriowy

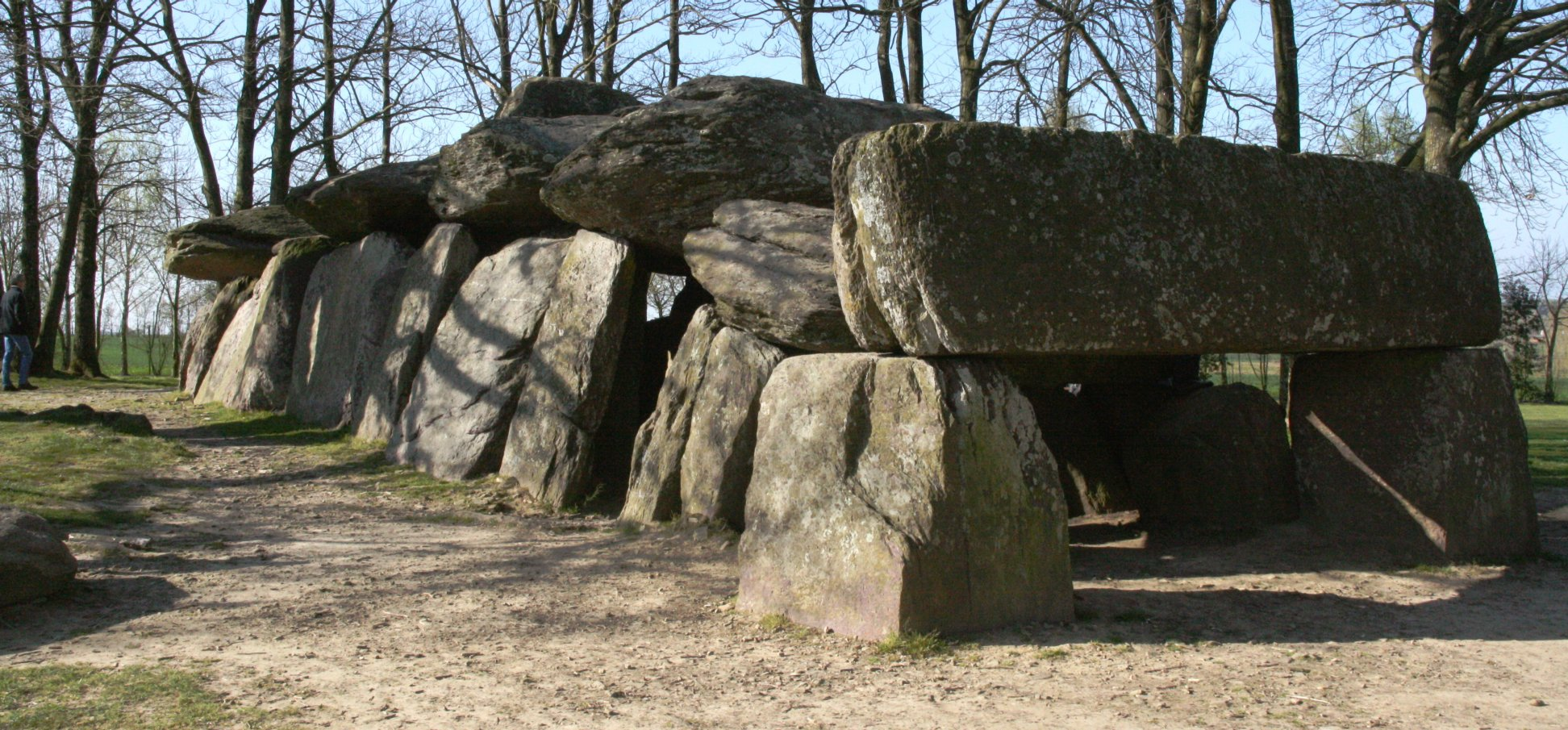
Grobowiec La Roche-aux-Fées, Ille-et-Vilaine, Francja

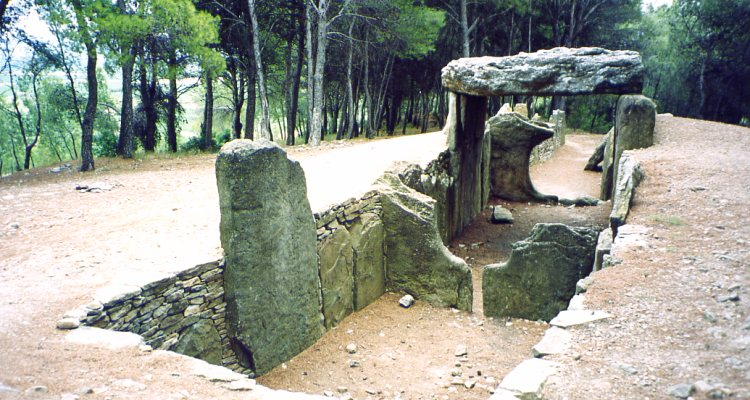
Grobowiec, Francja

Grób galeriowy – grobowiec megalityczny, w którym komora grobowa jest bardzo długa i wąska. Nie posiada korytarza wejściowego. Długość komory dochodzi niekiedy do 60 m przy 5 m szerokości. Komora grobowa zbudowana jest z masywnych bloków kamiennych nakrytych kamiennym sklepieniem. Całość nakryta jest ziemnym lub kamiennym nasypem. Groby korytarzowe budowano w IV tysiącleciu p.n.e., jednakże spotykane są również pochodzące z epoki brązu.
Groby korytarzowe powstawały głównie w zachodniej Europie. Znane są z Katalonii, Francji, Belgii, Holandii, Niemiec. Skandynawii oraz południowych Włoch.